# Willersley Castle

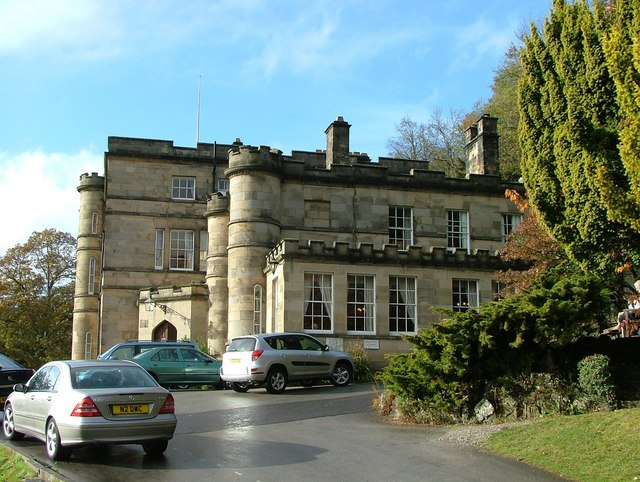
Willersley Castle heute

Willersley Castle ist ein Herrenhaus über dem Derwent in Cromford in der englischen Grafschaft Derbyshire. English Heritage hat das Haus als historisches Gebäude Grade II* gelistet.
Das georgianische, mit Zinnen versehene Haus steht auf einem 240.000 m² großen Grundstück, hat drei Stockwerke und sieben Joche an der Frontfassade, wobei das mittlere Joch auf voller Höhe von runden Türmen flankiert wird.
Das Haus hieß ursprünglich Willersley Hall und wurde an den Hängen des Wild Cat Tor, auf 120 m Seehöhe errichtet. Nachdem der Industrielle Sir Richard Arkwright das Grundstück 1782 von Thomas Hallet für £ 8864 erworben hatte, beauftragte er den Architekten William Thomas aus London mit dem Bau des Hauses.
Zur Zeit des Grundstückskaufes gab es dort kein großes Haus, nur einige Bauernhöfe und Derwent House, das auch heute noch an der Auffahrt zu Willersley Castle steht. Arkwright ließ viele Bäume pflanzen, nachdem er einen großen Kalksteinfelsen hatte entfernen lassen, was Kosten von £ 3000 verursachte.
1791, als das Gebäude seiner Fertigstellung entgegenging, brach ein Brand aus und verursachte große Schäden an einigen Innenräumen des Herrenhauses. Der Schaden wurde zwar repariert, aber Arkwright starb 1792, noch vor Fertigstellung des Herrenhauses. 1796 zog Richard Arkwright junior mit seiner Familie in das neue Haus ein. Die Familie Arkwright lebte dort bis 1922.
Das Anwesen wurde 1927 von einer Gruppe methodistischer Geschäftsleute gekauft und 1928 als Ferienzentrum der Methodist Guild eröffnet.
Von 1940 bis 1946, im Zweiten Weltkrieg, diente das Herrenhaus als Geburtsklinik der Heilsarmee, die zu dieser Zeit aus dem Osten von London ausquartiert worden war.
Heute ist Willersley Castle ein Hotel der Christian Guild.

## Der Name Willersley
Der Name Willersley Castle leitet sich aus der alten Grundherrschaft und dem Anwesen ab. Die benachbarten Grundherrschaften von Cromford und Willersley wurden 1615 aufgeteilt.
Der Name Willersley kommt auch in folgenden geographischen Objekten vor:
- dem nahegelegenen Willersley Tunnel, einem 699 Meter langen Eisenbahntunnel zwischen den Stationen Cromford und Matlock.
- dem nahegelegenen Willersley Crag, einer Felsformation, die auch Willersley Castle Rocks genannt wird.[8][9]